# ロマンス (中原麻衣の曲)
「ロマンス」は、声優の中原麻衣の1作目のシングルである。2004年11月3日にLantisから発売された。

## 解説
本人名義でリリースした、初めてのシングルである。自身がヒロインの春日野美鳥役で出演していた、テレビアニメ『美鳥の日々』の挿入歌「一雫」を3曲目に収録。「ロマンス」のPVが収録されたDVD付。

## 収録曲
（全編曲：大久保薫）
1. ロマンス[4:35]
作詞・作曲：rino
2. 木の葉日和[5:09]
作詞・作曲：ゆうまお
3. 一雫[4:38]
作詞・作曲：rino
  - テレビアニメ『美鳥の日々』第8話挿入歌
4. ロマンス（off vocal）
5. 木の葉日和（off vocal）

## DVD
- music clip 『ロマンス』